# Script.NET
Script.NET (или S#) — это скриптовый язык с JavaScript-подобным синтаксисом и возможностью метапрограммирования для .NET Framework. Позволяет создавать программируемые расширяемые приложения.
Script.NET — свободно распространяемый продукт.

## Метапрограммирование
Script.NET обладает возможностью метапрограммирования и рефлексии. Это дает возможность писать программы, способные изменять свой код в режиме выполнения. Такое поведение полезно в частности в агенто-ориентированных системах, эволюционных системах и системах искусственного интеллекта.

## Механизм контрактов
Механизм контрактов языка позволяет задавать условия на выполнение функций. То есть условия, которые должны удовлетворяться перед непосредственным вызовом функции, после её выполнения, и т. д. Контракты в форме пред- и пост- условий позволяют сделать код более понятным, избегать типичных ошибок.

Рассмотрим пример реализации защищённого стека:
```
function
 
Push
(
item
)

[

 
//Ограничим количество элементов коллекции до 10

 
pre
(
me
.
Count
 
<
 
10
 
);
 

 
post
();

 
invariant
();

]

{

 
//Вызываем метод оригинального объекта

 
me
.
Push
(
item
);

}

function
 
Pop
()

[
//Проверка на пустоту

 
pre
(
me
.
Count
 
>
 
0
);

 
post
();

 
invariant
();

]

{

 
return
 
me
.
Pop
();

}

stack
 
=
 
new
 
Stack
<|
int
|>
();

//Создаем МОбъект

//1. Устанавливаем перехваты для функций

mObject
=
[
Push
->
Push
,
PopCheck
->
Pop
];

//2. Выбираем объект к вызовы функций которого

// будут перехватываться

mObject
.
Mutate
(
stack
);

//В данном случае все сработает нормально

//если установить значение счётчика больше 10

//пользователь получит уведомление о нарушении пред-условия

for
 
(
i
=
0
;
 
i
<
5
;
 
i
++
)

  
mObject
.
Push
(
i
);

//Вызов защищённой версии функции

Console
.
WriteLine
((
string
)
mObject
.
PopCheck
());

```

В данном примере показывается возможность декорирования существующих объектов для внедрения контрактов и других аспектов.
Так, существующий класс Stack<int> ограничивается по объёму до 10 элементов.

## Примеры

### Hello world
```
 
MessageBox
.
Show
(
'Hello World!'
);

```

### Пузырьковая сортировка
```
a
=
[
17
,
 
0
,
 
5
,
 
3
,
1
,
 
2
,
 
55
];

for
 
(
i
=
0
;
 
i
 
<
 
a
.
Length
;
 
i
=
i
+
1
)

 
for
 
(
j
=
i
+
1
;
 
j
 
<
  
a
.
Length
;
 
j
=
j
+
1
)

   
if
 
(
a
[
i
]
 
>
 
a
[
j
]
 
)

   
{

     
temp
 
=
 
a
[
i
];
 

     
a
[
i
]
 
=
 
a
[
j
];

     
a
[
j
]
 
=
 
temp
;

   
}

s
 
=
 
'Results:'
;

for
 
(
i
=
0
;
 
i
 
<
 
a
.
Length
;
 
i
++
)

  
s
 
=
 
s
 
+
 
','
 
+
 
a
[
i
];

MessageBox
.
Show
(
s
);

```

### RSS-агрегатор
```
a
 
=
 
new
 
XmlDocument
();

a
.
Load
(
'http://www.codeplex.com/scriptdotnet/Project/ProjectRss.aspx'
);

 

MessageBox
.
Show
(
'CodePlex Script.NET RSS::'
);

foreach
 
(
n
 
in
 
a
.
SelectNodes
(
'/rss/channel/item/title'
))

  
MessageBox
.
Show
(
n
.
InnerText
);

```

## Похожие скриптовые языки
- L Sharp.NET — реализация листа для .NET
- Boo — скриптовый язык, с Python-подобным синтаксисом
- IronPython — реализация языка Python для .NET